# التعب المرتبط بالسرطان
التعب المرتبط بالسرطان، عرض ذاتي يعاني منه جميع مرضى السرطان تقريبًا.
يعد شائعًا بشكل أساسي بين المرضى الذين يتلقون علاج السرطان أكثر من الذين أجروا العمليات الجراحية. التعب هو أحد الآثار الجانبية الطبيعية والمتوقعة لمعظم أشكال العلاج الكيميائي والعلاج الإشعاعي والمستحضرات الدوائية الحيوية.  في المتوسط ، يكون التعب المرتبط بالسرطان أكثر حدة وأكثر إزعاجًا وأقل عرضة من أن يزول على الراحة مقارنة مع التعب الذي يعاني منه الأشخاص الأصحاء. يمكن أن تتراوح الأعراض من خفيفة إلى شديدة، ويمكن أن تكون مؤقتة أو طويلة المدى.
قد يكون التعب من أعراض السرطان، أو نتيجة التعرض لعلاج السرطان.

## الفيزيولوجيا المرضية
إن الفيزيولوجيا المرضية للتعب المرتبط بالسرطان غير مفهومة تمامًا. قد يكون سببه السرطان أو آثاره على الجسم، أو استجابة الجسم له، أو بسبب علاجاته.
بعض أسباب التعب ناتجة عن علاجات السرطان، على سبيل المثال، غالبًا ما يشعر الأشخاص الذين يخضعون لأنظمة العلاج الكيميائي بمزيد من التعب في الأسبوع التالي للعلاج، وبتعب أقل أثناء تعافيهم من جولة الأدوية. على العكس من ذلك، غالبًا ما يجد الأشخاص الذين يتلقون العلاج الإشعاعي أن الإجهاد يزداد عندهم بشكل ثابت حتى نهاية العلاج.
تتضمن الآليات المقترحة التي يمكن أن يتسبب بها السرطان التعب، الزيادة في السيتوكينات المحرضة على الالتهاب، عدم الانتظام في المحور الوطائي-النخامي-الكظري، اضطراب الساعة البيولوجية، المشكلات الوراثية. بالإضافة إلى ذلك، قد تسبب بعض أشكال السرطان التعب من خلال آليات أكثر مباشرة، مثل سرطان الدم الذي يسبب فقر الدم عن طريق منع نخاع العظم من إنتاج الخلايا. وجدت الدراسات علاقة بين الإنترلوكين 6 والتعب، وإن كان ذلك بشكل غير متناسق. ترتبط العلامات المتزايدة لنشاط الجهاز العصبي الودي أيضًا بالتعب المرتبط بالسرطان.

## الفحص الطبي
توصي الشبكة الوطنية الشاملة للسرطان بفحص كل مريض بالسرطان بشكل منهجي بحثًا عن أعراض التعب في أول زيارة له عند طبيب الأورام، طوال فترة العلاج وبعده. يتضمن الفحص عادةً سؤالًا بسيطًا، مثل: على مقياس من واحد إلى عشرة، ما مدى شعورك بالتعب خلال الأسبوع الماضي؟

## التشخيص
يمكن علاج بعض أسباب التعب المرتبط بالسرطان، ويُوجه التقييم نحو تحديد هذه الأسباب القابلة للعلاج. تشمل الأسباب القابلة للعلاج ما يلي: فقر الدم، الألم، الاضطراب العاطفي، اضطرابات النوم، اضطرابات التغذية، انخفاض اللياقة البدنية والنشاط، الآثار الجانبية للأدوية (مثل المهدئات)، إدمان الكحول أو المواد الأخرى. بالإضافة إلى ذلك، يمكن أن تسبب بعض الحالات الطبية، مثل: الالتهابات أو أمراض القلب أو الاضطرابات في وظائف الغدد الصمم، التعب وهي قد تحتاج أيضًا إلى العلاج.

### التعريف
تعرِّف الشبكة الوطنية الشاملة للسرطان التعب المرتبط بالسرطان بأنه إحساس مؤلم ومستمر وذاتي بالإرهاق أو الإرهاق الجسدي والعاطفي و/أو المعرفي المرتبط بالسرطان أو علاجه الذي لا يتناسب أو يتعارض مع الأداء والنشاطات المعتادة.
التعب المرتبط بالسرطان هو إرهاق مزمن (أي أن التعب مستمر ولا يخف بالراحة)، لكنه غير مرتبط بالمرض المستقل الذي يُدعى متلازمة التعب المزمن.

## التدبير
يعتمد العلاج على الحالة العامة للمريض، إذ قد يكون للمريض الذي يخضع للعلاج النشط أولويات مختلفة عن الشخص الذي أكمل العلاج، أو الذي في نهاية حياته.
تساعد بعض الاستراتيجيات جميع المرضى ويمكن دعمها من خلال العمل مع أخصائي العلاج الوظيفي المهني. يتضمن ذلك جدولة المهام ذات الأولوية القصوى خلال أفضل وقت للمريض في اليوم، واستخدام الأجهزة المناسبة، وتفويض المهام لمقدمي الرعاية، وتجنب الأنشطة غير المهمة، بحيث يتوفر لدى المريض المزيد من الطاقة للأنشطة الأخرى.